# Pietrabruna
Pietrabruna – miejscowość i gmina we Włoszech, w regionie Liguria, w prowincji Imperia.
Według danych na rok 2004 gminę zamieszkiwało 560 osób, 62,2 os./km².